# عذيب الهجانات
عذيب الهِجانات موقع تاريخي في ناحية الشبكة بمحافظة النجف في بادية العراق في طريق ثانوي محاذٍ لطريق الحج الكوفي المتجه من الحجاز فنجد فالعراق، وهو موقع اشتبه اسمه وموقعه مع موقع العُذيب في الطريق الرئيسي للحج الكوفي، البعد 45 كيلومتراً بين عذيب الهجانات ومدينة النجف، كلمة عُذيب تصغير لكلمة عَذب، وكلمة هِجانات بكسر الهاء هي جمع لكلمة هجانة وهي كِرام الخيول، وكان النعمان بن المنذر يرعى خيوله في عُذيب الهجانات.

## مرور الحسين بن علي
ذكرَ الطبري في تاريخه مسيرَ الحسين بن علي من الحجاز إلى الكوفة، وسلك الحسين طريقه من الحجاز إلى الكوفة فلم يصل إليها بل تياسرَ عنها سالكاً مسافة 38 ميلاً حتى مَرّ على عذيبِ الهجانات، وكان بين الحسين بن علي والحر بن يزيد الرياحي حوارٌ رواه الطبري، ومنه أن الحرّ قالَ للحسين "إنّي لم أؤمر بقتالك، وإنّما أمرت ألّا أفارقك حتّى أقدمك الكوفة، فإن أبيت فخذ طريقاً لا تدخلك الكوفة، ولا تردّك إلى المدينة تكون بيني وبينك نصفاً حتّى أكتب إلى ابن زياد، وتكتب إلى يزيد إن شئت أو إلى ابن زياد إن شئت، فلعلّ الله أن يأتي بأمر يرزقني فيه العافية من أن أبتلى بشيء من أمرك، قال : فتياسر عن طريق العذيب والقادسيّة، وبينه وبين العذيب ثمانية وثلاثون ميلاً، وسار والحرّ يسايره، حتّى إذا كان بالبيضة خطب أصحابه بما تقدّم فأجابوه بما ذكر في تراجمهم، ثمّ ركب فسايره الحرّ وقال له : اذكّرك الله يا أبا عبد الله في نفسك فإنّي أشهد لئن قاتلت لتقتلنّ، ولئن قوتلت لتهلكنّ فيما أرى، فقال له الحسين : « أفبالموت تخوّفني !؟ وهل يعدو بكم الخطب أن تقتلوني !؟ ما أدري ما أقول لك ! ولكنّي أقول كما قال أخو الأوس لابن عمّه حين لقيه وهو يريد نصرة رسول الله صلّى الله عليه وآله وسلّم ، فقال له أين تذهب ؟ فإنّك مقتول؛ فقال :سأمضي فما بالموت عار على الفتى فلمّا سمع ذلك الحرّ تنحّى عنه، حتّى انتهوا إلى عذيب الهجانات فإذا هم بأربعة نفر يجنبون فرساً لنافع بن هلال ويدلّهم الطرماح بن عدي، فأتوا إلى الحسين وسلّموا عليه، فأقبل الحرّ وقال : إنّ هؤلاء النفر الذين جاءوا من أهل الكوفة ليسوا ممّن أقبل معك وأنا حابسهم أو رادّهم. فقال الحسين : « لأمنعنّهم ممّا أمنع منه نفسي، إنّما هؤلاء أنصاري وأعواني، وقد كنت أعطيتني ألّا تعرض لي بشيء حتّى يأتيك جواب عبيد الله»، فقال : أجل، لكن لم يأتوا معك، قال : « هم أصحابي وهم بمنزلة من جاء معي، فإن تمّمت عليّ ما كان بيني وبينك وإلّا ناجزتك »، قال : فكفّ عنهم الحرّ".

## عُذيبان
ذُكر في مصادر تاريخية عُذيبان، عذيب يقال له عذيب القوادس، وذُكرَ أيضاً عذيب يقال له عذيب الهجانات الذي كان موضعاً لهجائن النعمان بن المنذر، قال الطبري "عن كرب بن أبي كرب العكلي وكان في المقدمات أيام القادسية قال قدمنا سعد من شراف فنزلنا بعذيب الهجانات ثم ارتحل فلما نزل علينا بعذيب الهجانات وذلك في وجه الصبح خرج زهرة بن الحوية في المقدمات فلما رفع لنا العذيب وكان من مسالحهم استبنا على بروجه ناسا فما نشاء أن نرى على برج من بروجه رجلا أو بين شرفتين إلا رأيناه وكنا في سرعان الخيل فأمسكنا حتى تلاحق بنا كثف ونحن نرى أن فيها خيلا ثم أقدمنا على العذيب فلما دنونا منها خرج رجل يركض نحو القادسية فانتهينا إليه فدخلناه فإذا ليس فيه أحد وإذا ذلك الرجل هو الذي كان يتراءى لنا على البروج وهو بين الشرف مكيدة ثم انطلق بخبرنا فطلبناه فأعجزنا وسمع بذلك زهرة فاتبعنا فلحق بنا وخلفنا وأتبعه وقال إن أفلت الربئ وأتاهم الخبر فلحقه بالخندق فطعنه فجدله فيه وكان أهل القادسية يتعجبون من شجاعة ذلك الرجل ومن علمه بالحرب لم ير عين قوم قط أثبت ولا أربط جأشا من ذلك الفارسي لولا بعد غايته لم يلحق به ولم يصبه زهرة ووجد المسلمون في العذيب رماحا ونشابا وأسفاطا من جلود وغيرها انتفع بها المسلمون"، وذُكر أن الحسين بن علي مرّ رَكبُه بعذيب الهجانات، وأنه لقيَ فيها هناك بعضَ أنصارِه، ولم يُذكر عذيب الهجانات أنه في طريق الحج الكوفي، بل ذُكر عذيب آخر أنه في طريق الحج الكوفي، يُسمى العذيب الآخر عذيب القوادس، كما ذُكر عذيب الهجانات في رسائل من عمر بن الخطاب إلى سعد بن أبي وقاص، وذكر صالح أحمد العلي في بحثه (منطقة الحيرة) أنه يمكن القول إن العذيب هو واد يُنسب الجزءُ الشرقيُّ منه إلى القوادس ويُنسب الجزء الغربي منه إلى الهجانات، قال في بحثه (البيضة وعذيب الهجانات محطات على طريق الشهادة) "هل ان الموقعين يقعان باتجاه طولي؟ أم من الشمال إلى الجنوب؟ أم بصورة عرضية أي من الشرق إلى الغرب؟ أم العكس؟ إذا كانا يقعان باتجاه طولي على الطريق فمن الطبيعي أن تكون المحطة التي تسبق العذيبَ هي عذيب الهجانات، ولكن هذا مستبعد لأن الأخيرة لم تُذكر ضمن المحطات أو المنازل المذكورة من قبل البلدانيين والجغرافيين المسلمين مثلَ شراف التي نزلها سعد بجيشه قبل عذيب الهجانات، أما إذا كانتا قد وقعتا بصورة عرضية وهذا من أكثر الآراء ترجيحاً ويتفق مع ما جاء به صالح أحمد العلي بأن العذيب وادي شرقيُّهُ القوادس وغربيُّهُ الهجانات، فلا بدّ هنا من وجود دافع حقيقي يقف وراء تقدم المسلمين وعسكرتهم في عذيب الهجانات قبل العذيب.".

## وصلات خارجية
- مسار الحسين بن علي إلى مشارف الكوفة حيث تياسرَ عنها غرباً إلى عذيب الهجانات
- صورة لبركة عذيب الهجانات